# Hrabstwo Hamilton (Illinois)

Piramida wieku hrabstwa

Hrabstwo Hamilton – hrabstwo w USA, w stanie Illinois, według spisu z 2000 roku liczba ludności wynosiła 8621. Siedzibą hrabstwa jest McLeansboro.

## Geografia
Według spisu hrabstwo zajmuje powierzchnię 1129 km², z czego 1127 km² stanowią lądy, a 2 km² (0,15%) stanowią wody.
Powierzchnia hrabstwa w dużej części, z wyjątkiem dwóch małych prerii, pokryta jest lasami. Na terenie nie ma żadnych rzek czy większych strumieni. Obszar hrabstwa położony jest na niewielkim wzniesieniu pomiędzy rzeką Saline a potokiem Wheeler's i jeziorem Creek. Na obszarach prerii ziemia, głównie piaszczysty ił, pozwala na uprawy owsa, pszenicy, i innego zboża.

## Sąsiednie hrabstwa
- hrabstwo Wayne – północ
- hrabstwo White – wschód
- hrabstwo Gallatin – południowy wschód
- hrabstwo Saline – południe
- hrabstwo Franklin – zachód
- hrabstwo Jefferson – północny zachód

Stan Illinois na mapie USA

## Historia
Hrabstwo Hamilton powstało 8 lutego 1821 roku County z Hrabstwa White. Wcześniej w latach 1812–1815 było częścią Hrabstwa Gallatin a przed rokiem 1812, częścią Hrabstwa Randolph.
Hrabstwa Hamilton swoją nazwę obrało na cześć Alexandra Hamiltona, polityka i bohatera wojny o niepodległość Stanów Zjednoczonych, I sekretarza skarbu państwa.

## Etymologia nazw
- Potok Rector – jej nazwa pochodzi od imienia zamordowanego w 1805 roku przez Indian Johna Rectora, który dokonywał pomiarów   terenów. Zapis tego zabójstwa znajduje się w księdze historii Hrabstwa  Creek.
- Preria Moore i preria Knight's – została nazwano po imionach pierwszych osadników Moore i Knightsa zabitych przez Indian;
- Preria Hogg została nazwana po duchownym Samuelu Hogg
- Preria Eel's przybrała nazwę po Eli Waller;
- Potok Beaver (potok bobrów) został nazwany po występowaniu w pobliżu dużych skupisk bobrów.
- Dzielnica Allen została nazwana po panu Allen, teraz okręg Twigg nazwany po Jamesie Twigg.
- Dzielnica Griswold została nazwana po Gilbercie Griswold, teraz okręg Flannigan nazwany po panu Flannigan.
- Dzielnica Shelton została nazwana Josephe Shelton,
- Dzielnica Precinct została nazwana po Adamie Precinct
- Dzielnica Mayberry została nazwana po Fredericku Mayberry .

## Demografia
Według spisu z 2000 roku hrabstwo zamieszkuje 8621 osób, które tworzą 3426 gospodarstw domowych oraz 2437 rodzin. Gęstość zaludnienia wynosi 8 osób/km². Na terenie hrabstwa jest 3983 budynków mieszkalnych o częstości występowania wynoszącej 4 budynków/km². Hrabstwo zamieszkuje 98,25% ludności białej, 0,67% ludności czarnej, 0,26% rdzennych mieszkańców Ameryki, 0,13% Azjatów, 0,01% mieszkańców Pacyfiku, 0,14% ludności innej rasy oraz 0,55% ludności wywodzącej się z dwóch lub więcej ras, 0,64% ludności to Hiszpanie, Latynosi lub inni.
W hrabstwie znajduje się 3462 gospodarstw domowych, w których 30,00% stanowią dzieci poniżej 18 roku życia mieszkający z rodzicami, 59,00% małżeństwa mieszkające wspólnie, 7,90% stanowią samotne matki oraz 29,60% to osoby nie posiadające rodziny. 27,30% wszystkich gospodarstw domowych składa się z jednej osoby oraz 15,80% żyje samotnie i ma powyżej 65 roku życia. Średnia wielkość gospodarstwa domowego wynosi 2,43 osoby, a rodziny wynosi 2,95 osoby.
Przedział wiekowy populacji hrabstwa kształtuje się następująco: 24,00% osób poniżej 18 roku życia, 7,90% pomiędzy 18 a 24 rokiem życia, 24,70% pomiędzy 25 a 44 rokiem życia, 24,20% pomiędzy 45 a 64 rokiem życia oraz 19,20% osób powyżej 65 roku życia. Średni wiek populacji wynosi 41 lat. Na każde 100 kobiet przypada 93,30 mężczyzn. Na każde 100 kobiet powyżej 18 roku życia przypada 91,00 mężczyzn.
Średni dochód dla gospodarstwa domowego wynosi 30 496 USD, a średni dochód dla rodziny wynosi 37 651 dolarów. Mężczyźni osiągają średni dochód w wysokości 31 864 dolarów, a kobiety 17 977 dolarów. Średni dochód na osobę w hrabstwie wynosi 16 262 dolarów. Około 8,50% rodzin oraz 12,90% ludności żyje poniżej minimum socjalnego, z tego 19,90% poniżej 18 roku życia oraz 9,40% powyżej 65 roku życia.

## Miasta
- Belle Prairie City
- McLeansboro

## Wioski
- Broughton
- Dahlgren
- Macedonia